# باشگاه فوتبال ورسای
باشگاه فوتبال ورسای ۷۸ یک باشگاه فوتبال نیمه حرفه ای فرانسوی است که در کمون ورسای، ایل-دو-فرانس واقع شده‌است. این باشگاه در سال ۱۹۸۹ در نتیجه ادغام دو باشگاه Racing Club Versailles و Companion Sports Versailles تشکیل شد. ورزشگاه خانگی آنها استادیوم مونبائورون است که گنجایش ۶۲۰۸ نفر را دارد.
این باشگاه از لیگ ملی ۳ فرانسه در سال ۲۰۱۹–۲۰ صعود کرد و اکنون در لیگ ملی ۲ فرانسه (سطح چهارم سیستم لیگ فوتبال فرانسه) بازی می‌کند. این باشگاه آکادمی رسمی فدراسیون فوتبال فرانسه است.

## تاریخچه
باشگاه فوتبال ورسای در سال ۱۹۸۹ در نتیجه ادغام بین Racing Club Versailles و Companion Sports Versailles تشکیل شد. باشگاه جدید جای Racing Club Versailles را در بخش ۳ گرفت و در بخش شمال قرار گرفت. فصل اول باشگاه فوتبال ورسای موفقیت‌آمیز نبود زیرا آنها با کسب ۲۴ امتیاز از ۳۰ بازی در رده چهاردهم قرار گرفتند و از دسته سقوط کردند. آنها با رقابت در بخش ۴، دو مقام هشتمی را به دست آوردند و در فصل ۱۹۹۲–۱۹۹۳ به مقام ششمی دست یافتند. در تابستان ۱۹۹۳، ورسای یکی از باشگاه‌هایی بود که در تیم ملی تازه تأسیس ۳ پذیرفته شد. آنها فصل را با ۴۰ امتیاز به پایان رساندند و پس از Le Mans Réserve نایب قهرمان شدند.
ورسای در مسابقات ملی ۲ با مشکل مواجه شد و پس از یک فصل پس از پایان در رده هفدهم جدول سقوط کرد. این تیم به ملی ۳ بازگشت و در دو فصل بعد به چند موقعیت میانه جدول دست یافت. ورسای در فصل ۱۹۹۷–۱۹۹۸ به گروه ۲ آماتور Championnat de France راه یافت و در فصل افتتاحیه خود سیزدهم شد. سال بعد، ورسای به گروه H منتقل شد و این تیم در بین ۱۶ تیم در رده پانزدهم قرار گرفت و در نتیجه به دسته افتخار پاریس ایل دو فرانس سقوط کرد. ورسای برای شش فصل بعدی در همان بخش باقی ماند و بالاترین مقام سوم را در مبارزات ۰۱–۲۰۰۰ به دست آورد. در فصل ۰۵–۲۰۰۴، این تیم پس از پایان یافتن در رده‌بندی با ۴۶ امتیاز از ۲۶ بازی، مجدداً دچار سقوط شد. ورسای از فصل ۰۶–۲۰۰۵ در DSR Paris Île-de-France بازی کرده‌است. در کمپین ۲۰۰۹–۲۰۱۰، ورسای قبل از باخت به بووه به دور نهم کوپه دو فرانس رسید. ورسای با شکست باشگاه دیژون در لیگ ۲ در دور هشتم، ناراحتی ایجاد کرد.
در ۲۹ ژانویه ۲۰۲۲، ورسای در مرحله یک‌هشتم نهایی کوپه دو فرانس، تیم لیگ ۲ تولوز را پس از پیروزی ۱–۰ حذف کرد و پس از شکست برژراک در ضربات پنالتی، راهی نیمه نهایی شد.

## تیم‌ها
از فوریه ۲۰۱۰، FC Versailles در مجموع ۷۵۰ بازیکن ثبت نام شده در مجموع ۲۶ تیم بزرگسالان و جوانان دارد. از فصل ۱۰–۲۰۰۹، تیم اول در بخش برتر منطقه پاریس گروه A بازی می‌کند. سایر تیم‌های بزرگسال در لیگ‌های محلی اطراف منطقه پاریس بازی می‌کنند. این باشگاه به داشتن تیم‌های موفق جوانان مشهور است و از سال ۲۰۰۷ به عنوان مرکز تمرین رسمی فدراسیون فوتبال فرانسه (FFF) نامگذاری شده‌است. بازیکنانی که قبلاً برای ورسای بازی کرده‌اند عبارتند از تیری هانری، حاتم بن ارفا، چارلز ایتاندجه، ژروم روتن و اورلین کولین.

## ورزشگاه
ورزشگاه اصلی این باشگاه Stade de Montbauron در ورسای است. ظرفیت این ورزشگاه ۶۲۰۸ تماشاگر است. زمین برای بسیاری از استادیوم‌های قاره اروپا با سقف محدود و یک مسیر دو و میدانی در اطراف زمین بازی معمول است. در دو طرف زمین سکوهایی با صندلی وجود دارد در حالی که بقیه ورزشگاه دارای تراس برای تماشاگران ایستاده‌است. همچنین یک زمین ضمیمه با یک سطح بازی مصنوعی وجود دارد که عمدتاً برای مسابقات ذخیره و آکادمی فوتبال استفاده می‌شود.

## افتخارات
- بخش ۴ (۱):
  - فینالیست: ۱۹۸۶.
  - قهرمانان گروه F: 1986.
- ملی ۳ (۱)
  - قهرمانان: ۲۰۲۰
  - نایب قهرمان گروه B: 1994.
- کوپه دو فرانس (۰)
  - بهترین نتیجه: نیمه نهایی: ۲۰۲۲.
- Division d'Honneur (2)
  - قهرمانان: ۱۹۸۵، ۲۰۱۷
- بخش برتر منطقه (۱)
  - قهرمانان گروه A: 2010.
- Division d'Honneur Regionale (0):
  - نایب قهرمان گروه A: 2009.